# Praia de Ofir
Praia de Ofir
Ofir é uma praia situada na freguesia de Fão, Município de Esposende, Distrito de Braga.
O nome Ofir aparece no Antigo Testamento várias vezes, entre as quais para designar uma terra distante de Israel donde se recolhia ouro. O ouro de Ofir é referido frequentemente como um ouro à parte, o que talvez se deva à expedição conjunta do Rei Salomão e do Rei Hiram (Tiro, Fenícia) que partiu do Mar Vermelho e trouxe 14 ou 15 toneladas de ouro de Ofir (1 Reis 9:26-28, 2 Crónicas 8:17-18). Assim, talvez a praia portuguesa se relacione com uma nova Ofir descoberta por fenícios. Uma famosa lenda local, a "lenda dos cavalos de Fão", afirma mesmo que "o bíblico Ofir" foi no lugar de Ofir actual.

## Localização Geográfica
Localização GPS:   N 41º 31' 12,24, W 8º 47' 18,38
A Praia de Ofir situa-se na freguesia de Fão, Concelho de Esposende, Distrito de Braga, Portugal. Trata-se de uma praia de mar, situada num trecho de costa que se une a Norte com a foz do Rio Cávado. Está inserida no Parque Natural do Litoral Norte. Várias celebridades elegem esta praia para veranear nos meses mais quentes.

## Características
Praia de areia ladeada por pontão a sul e pela foz do rio a Norte.
O extenso areal é alimentado por um sistema de dunas a Este.
Esta praia possui uma forte procura, dispondo de acessos viários pavimentados assim como diversas infraestruturas de apoio as banhistas, das quais se destaca a calçada portuguesa que abre o acesso à praia e onde existem explanadas.
O Plano de Ordenamento da Orla Costeira Caminha – Espinho (POOC), aprovado pela Resolução do Conselho de Ministros n.º 25/99 é o Instrumento de Gestão Territorial (IGT). Segundo esta Plano a Praia está, em 2010, classificada como Tipo I (BOM).
A região, incluindo as diversas praias (Pedrinha) e as dunas, está abrangida pelo programa "Polis Litoral Norte - Operação Integrada de Requalificação e Valorização do Litoral Norte".